# Orice, oriunde, oricând
Orice, oriunde, oricând (în engleză Everything Everywhere All at Once) este un film științifico-fantastic de acțiune pentru familie din 2022 scris și regizat de Daniel Kwan și Daniel Scheinert, sub pseudonimul Daniels. Rolurile principale au fost interpretate de actorii Michelle Yeoh, Stephanie Hsu⁠(d), Ke Huy Quan și Jamie Lee Curtis.

## Rezumat

### Partea 1: Totul
Evelyn Quan Wang este o imigrantă chineză din Statele Unite ale Americii, care are o spălătorie împreună cu soțul ei Waymond. Tensiunile în familie sunt mari: spălătoria este monitorizată de IRS, Waymond încearcă să prezinte actele de divorț lui Evelyn, tatăl pretențios al lui Evelyn, Gong Gong tocmai a sosit din Hong Kong și fiica lesbiană a lui Evelyn, Joy, încearcă să-și convingă mama să-i accepte iubita, pe Becky.
În timpul unei întâlniri cu inspectoarea IRS Deirdre Beaubeirdre, personalitatea lui Waymond se schimbă atunci când corpul său este preluat pentru scurt timp de Alpha Waymond, o versiune a lui Waymond dintr-un univers numit „Alphaverse”. Alpha Waymond îi explică lui Evelyn că există multe universuri paralele, deoarece fiecare alegere făcută creează un nou univers. Oamenii din Alphaverse, conduși de regretatul Alpha Evelyn, au dezvoltat o tehnologie de „salt-vers” care le permite oamenilor să acceseze abilitățile, amintirile și corpurile omologilor lor din univers paralel, îndeplinind condiții specifice. Multiversul este amenințat de Jobu Tupaki, versiunea Alphaverse a lui Joy. Mintea ei s-a spulberat după ce Alpha Evelyn a făcut-o să sară în mod repetat în multe alte universuri: Jobu Tupaki experimentează acum toate universurile deodată și poate sări și manipula materia după bunul plac. Cu puterea sa divină, a creat un „mare bagel ” asemănător unei găuri negre  care poate distruge multiversul.
Evelyn primește tehnologia pentru a sări între universuri și, ca urmare, să lupte cu slujitorii lui Jobu Tupaki, care încep să conveargă spre clădirea IRS. Evelyn află de planurile lui Waymond de a divorța de ea și descoperă alte vieți în care a făcut diferite alegeri, cum ar fi să devină maestru de kung fu sau vedetă de cinema în loc să părăsească China cu Waymond, care devine un om de afaceri de succes. Alpha Waymond ajunge să creadă că Evelyn are potențialul neexploatat de a o învinge pe Jobu Tupaki. Alpha Gong Gong îi ordonă lui Evelyn s-o omoare pe Joy pentru a o afecta pe Jobu Tupaki, dar Evelyn refuză. Ea decide că trebuie să se confrunte cu Jobu Tupaki dobândind propriile puteri, apoi sare în mod repetat în celelalte universuri în timp ce se luptă cu slujitorii lui Jobu Tupaki și cu soldații lui Alpha Gong Gong. După bătălie, Alpha Waymond este găsit și ucis de Jobu Tupaki în Alphaverse, iar mintea lui Evelyn este spulberată.

### Partea a 2-a: Peste tot
Evelyn sare în alte universuri bizare, inclusiv unul în care oamenii au hot dog în loc de degete și în care are o relație romantică cu Deirdre, și altul în care lucrează alături de bucătarul teppanyaki Chad, care este condus în secret de un raton, ca în Ratatouille. El află că Jobu Tupaki a creat Big Bagel nu pentru a distruge totul, ci pentru a se autodistruge și a căutat o Evelyn care s-o poată înțelege. Jobu Tupaki simte că, pentru că există atât de multe universuri vaste și haos nesfârșit, nimic nu contează cu adevărat și pur și simplu își dorește să nu mai existe.
În alte universuri, familia Wang este pe cale să piardă spălătoria din cauza problemelor fiscale; Relația lui Evelyn cu Deirdre se destramă; bucătarul Evelyn îl dezvăluie pe Chad, iar omul de afaceri Waymond o respinge pe vedeta de cinema Evelyn după zeci de ani de îndepărtare. Evelyn este tentată să facă o înțelegere cu Jobu Tupaki după o lungă discuție filozofică în diferite universuri și îl înjunghie pe Waymond din universul ei. Chiar înainte de a se alătura lui Jobu Tupaki pentru a intra în covrig, se oprește când aude rugăminți de la Waymond ca toți să nu se mai lupte, să fie amabili și să aibă speranță, chiar și într-un univers în care nimic nu pare să aibă sens. Evelyn ține seama de strigătul de alarmă al lui Waymond și îi învinge pe luptătorii Alpha Gong Gong și Jobu Tupaki folosind cunoștințele sale despre multivers pentru a găsi ceea ce îi dăunează pe fiecare dintre ei și îi ajută să atingă fericirea. Evelyn discută cu Jobu Tupaki și îi spune că nu este singură și că Evelyn va alege întotdeauna să fie cu ea, oriunde ar fi. Între timp, într-un univers paralel, Evelyn se confruntă cu Gong Gong și se împacă cu Waymond și Joy, iar Waymond o convinge pe Deirdre să-i lase pe Wang să-și plătească taxele. Jobu Tupaki o respinge inițial pe Evelyn, dar se întoarce la ea și cei doi se îmbrățișează.

### Partea a 3-a: Toate deodată
La scurt timp după aceea, relațiile și viața de familie s-au îmbunătățit; Becky este acum considerată o parte a familiei, Waymond și Evelyn împărtășesc un moment scurt, dar romantic pentru prima dată după mult timp și se întorc în clădirea IRS cu o a doua șansă de a plăti taxele. În timp ce Deirdre vorbește, atenția lui Evelyn este atrasă momentan de sinele ei alternativ și de multivers, înainte de a se întoarce în universul ei natal.

## Distribuție
- Michelle Yeoh ca Evelyn Quan Wang, o proprietară de spălătorie nemulțumită și copleșită; și ca și alte câteva versiuni ale lui Evelyn în universuri alternative.
- Stephanie Hsu ca Joy Wang, fiica lui Evelyn; și Jobu Tupaki, fiica omnicidă a lui Alpha-Evelyn și o amenințare evlavioasă și plină de culoare pentru multivers.
- Ke Huy Quan - Waymond Wang, soțul blând al lui Evelyn a cărui bunăvoință este naivitatea; Alpha-Waymond, din Alphaverse; și alte versiuni ale lui Waymond în universuri alternative
- James Hong - Gong Gong (în cantoneză: „bunicul”),[26] tatăl pretențios al lui Evelyn; și Alpha-Gong Gong, tatăl lui Alpha-Evelyn în Alphaverse.
- Jamie Lee Curtis ca Deirdre Beaubeirdre, un inspector IRS; și ca și alte câteva versiuni ale lui Deirdre în universuri alternative.
- Jenny Slate ca Debbie the Dog Mom, o clientă la spălătorie [27][28]
- Harry Shum Jr. - Chad, un bucătar teppanyaki care lucrează alături de o alternativă Evelyn într-un alt univers.
- Tallie Medel - Becky Sregor, iubita lui Joy

## Lansare
Filmul a avut premiera mondială la South by Southwest la 11 martie 2022.
Pe 25 martie 2022, a fost lansat de A24 în Statele Unite în câteva cinematografe  și mai târziu, la 8 aprilie, cu o lansare la nivel național.  Pe 30 martie 2022, filmul a fost lansat în câteva cinematografe IMAX din Statele Unite doar pentru o noapte.  Filmul nu a fost lansat în cea mai mare parte a Orientului Mijlociu, inclusiv în Arabia Saudită și Kuweit, din cauza cenzurii legate de LGBT din aceste țări.

## Primire
La 14 noiembrie 2022, filmul a avut încasări de 70 de milioane de dolari în Statele Unite și 33,8 milioane de dolari în întreaga lume, cu un total de 103,8 milioane de dolari.  

### Premii
Filmul a strâns unsprezece nominalizări la Oscar, dintre care a câștigat șapte.

### Critică
Filmul a fost primit foarte pozitiv de critici. Pe agregatorul Rotten Tomatoes filmul are 95% din recenziile profesionale pozitive cu un scor mediu de 8,6 din 10 pe baza a 363 de recenzii,  în timp ce pe Metacritic are un scor de 81 din 100 pe baza a 54 de recenzii. 